# Florent Manaudou
Florent Manaudou (* 12. listopadu 1990, Villeurbanne) je francouzský plavec, specialista na sprinterské tratě. Závodními plavci byli i jeho starší sourozenci Nicolas Manaudou (který byl Florentovým prvním trenérem) a Laure Manaudou; spolu s Laure jsou prvním sourozeneckým párem v dějinách, který získal olympijské zlato v plavání. Je vojákem z povolání, slouží u dělostřelectva. V roce 2013 mu byl udělen Řád čestné legie v hodnosti rytíře. V roce 2014 ho časopis Swimming World Magazine zvolil evropským plavcem roku. Vyhrál také anketu o nejlepšího francouzského sportovce roku 2015. Je držitelem světových rekordů na 50 m volný způsob (20,26 s) a 50 m znak (22,22 s).

## Výsledky
Olympijské hry 2012 / Londýn, Velká Británie
- 50 m volný způsob - zlatá medaile

Olympijské hry 2016 / Rio de Janeiro, Brazílie
- 4×100 m volný způsob - stříbrná medaile

Mistrovství Evropy v krátkém bazénu 2012 / Chartres, Francie
- 50 m volný způsob - zlatá medaile
- 4×50 m volný způsob štafeta - zlatá medaile
- 4×50 m polohový závod štafeta - zlatá medaile
- 4×50 m volný způsob smíšená štafeta - zlatá medaile
- 4×50 m polohový závod smíšená štafeta - zlatá medaile

Mistrovství světa 2013 / Barcelona, Španělsko
- 4×100 m volný způsob štafeta - zlatá medaile

Mistrovství světa v krátkém bazénu 2014 / Dauhá, Katar
- 50 m volný způsob - zlatá medaile
- 50 m znak - zlatá medaile
- 4×100 m volný způsob štafeta - zlatá medaile
- 4×50 m polohový závod - stříbrná medaile
- 100 m volný způsob - stříbrná medaile
- 4×100 m polohový závod - bronzová medaile

Mistrovství Evropy 2014 / Berlín, Německo
- 50 m volný způsob - zlatá medaile
- 100 m volný způsob - zlatá medaile
- 50 m motýlek - zlatá medaile
- 4 x 100 m volný způsob štafeta - zlatá medaile

Mistrovství světa 2015 / Kazaň, Rusko
- 50 m volný způsob - zlatá medaile
- 50 m motýlek - zlatá medaile
- 4 x 100 m volný způsob štafeta - zlatá medaile